# 야시카 35 ME
야시카 35-ME(Yashica 35-ME)는 1972년 3월 야시카에 의해 일본에서 만들어진 자동 노출이 특징인 소형 및 컴팩트 35mm 뷰파인터 카메라다. 38mm f/2.8 랜즈를 사용한다. 파인더의 오른쪽에 있는 셔터 디스플레이 스케일은 1/30, 1/60, 1/125, 1/250, 1/650초이다. 조리개 스케일은 2.8, 4, 5.6, 14이다.(조리개 스케일이 작을수록 빛을 많이 받아 들인다.)

## 사양
- 랜즈: 야시카 38mm f2.8
- 셔터: 코팔 자동, 메터링에 의해 스피드 셋팅, 1/30-1/650 초.
- 메터: CdS 센서
- 필름 감도: 25-400 ASA
- 플래시: 핫슈, 플래시 싱크(1/25초).
- 전원: 1.3v 머큐리